# Claydon House
Pour les articles homonymes, voir Claydon.
Claydon House est une maison de campagne dans la vallée d'Aylesbury, dans le Buckinghamshire, en Angleterre, près du village de Middle Claydon. Elle est construite entre 1757 et 1771 et appartient maintenant au National Trust.
La maison est classée Grade I sur la Liste du patrimoine national de l'Angleterre, et ses jardins sont classés Grade II sur le Registre des parcs et jardins historiques.

## Histoire
Claydon est la maison ancestrale de la famille Verney depuis 1620. L'église de Tous les Saints, Middle Claydon se trouve à proximité de la maison et contient de nombreux monuments commémoratifs à la famille Verney : parmi eux Edmund Verney, qui est le principal porte-drapeau du roi Charles Ier pendant la guerre civile anglaise. Edmund est tué à la bataille d'Edgehill le 23 octobre 1642 défendant l'étendard. Son fantôme est réputé hanter la maison. En 1661, à la suite de la restauration de la monarchie, le fils d'Edmund (Ralph Verney) reçoit le titre de baronnet du roi Charles II pour sa loyauté et sa bravoure et celles de son père au cours de la précédente période de troubles. Le deuxième fils et héritier survivant de Ralph, John Verney, est plus tard, en 1703, nommé vicomte Fermanagh et son fils Ralph Verney, en 1743, est créé comte Verney.
On pense qu'il y a une maison sur le site depuis au moins les années 1400. Le manoir de Middle Claydon est acheté par Ralph Verney, Lord Maire de Londres, en 1463. Cependant, le terrain est immédiatement loué à Roger Giffard et le premier enregistrement de la maison sur place décrit le manoir en briques Tudor en forme de H des Giffard en 1539. Edmund Verney le porte-étendard rachète le bail en 1620 et il devient le siège principal des Verney à partir de ce moment-là. La maison reçoit quelques modifications au XVIIe siècle, notamment en 1654 lorsque Ralph Verney revient de son exil politique et commence à reconstituer la fortune familiale après la guerre civile. La maison est pratiquement reconstruite à partir de 1757 par Ralph Verney (2e comte Verney). Plus tard en 1759, Lord Verney construit une nouvelle aile ouest pour la maison revêtue de pierre afin de fournir une suite d'appartements d'État. Après son élection en tant que député du Buckinghamshire en 1768, Verney agrandit considérablement cette maison pour créer un nouveau hall d'entrée en rotonde centrale et une aile de salle de bal. La conception originale est celle d'un manoir rivalisant avec l'immense manoir Stowe House, à quelques kilomètres de là, près de Buckingham. Cependant, la maison telle qu'elle se présente aujourd'hui ne représente qu'une fraction de sa taille initialement prévue, car la salle de bal et la rotonde sont démantelées en 1791-92 après la mort du comte. Lord Verney rencontre des problèmes financiers avant que les deux dernières ailes ne soient entièrement achevées et doit passer les dernières années de sa vie sur le continent pour échapper à ses créanciers. Le domaine passe à sa nièce, Mary Verney, 1re baronne Fermanagh en 1791, qui vend une grande partie des terres de la famille et vend l'aile inachevée de la maison brique par brique .

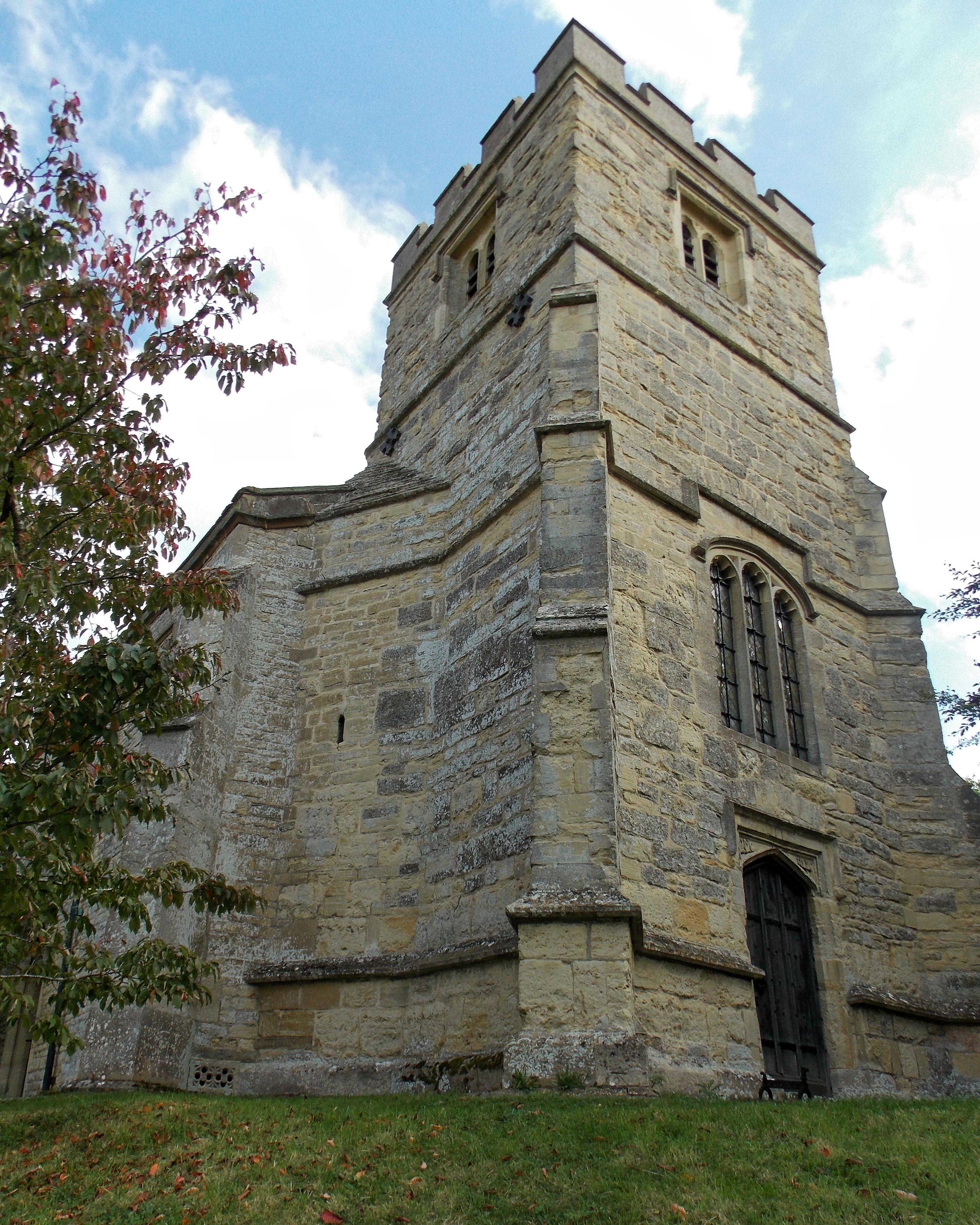
Église paroissiale de la Toussaint, Middle Claydon, dans le parc de Claydon House

## Description
L'extérieur de la maison est assez austère – sept travées au total, sur deux étages, avec une élévation centrale proéminente à trois travées surmontée d'un fronton. La fenestration est de fenêtres à guillotine. Les fenêtres du rez-de-chaussée sont couronnées de petites fenêtres rondes suggérant une mezzanine inexistante. La travée centrale contient une grande fenêtre vénitienne centrale au rez-de-chaussée.
Contrairement à l'extérieur, les intérieurs sont une extravagance de l'architecture rococo dans sa forme la plus élevée. Les encadrements de portes à fronton brisé sont ornés de sculptures rococo, réalisées par Luke Lightfoot, le sculpteur sur bois le plus talentueux de l'époque, qui a beaucoup travaillé sur le grand manoir. Son travail se retrouve au plafond et dans les niches des murs. La sculpture ornée se poursuit dans les rails dado et sur les colonnes corinthiennes soutenant l'immense fenêtre vénitienne. La troisième salle principale est redécorée en bibliothèque par Parthenope, Lady Verney en 1860. Le plafond rococo en plâtre reste dans toute sa splendeur.
Un escalier en marqueterie mène au premier étage. Les murs du hall d'escalier sont ornés de médaillons et de guirlandes sculptées reflétant le thème établi dans les principales pièces de réception. La balustrade en fer forgé de l'escalier contient des épis de blé en ferronnerie, qui bruissent comme les vrais quand on monte les volées.
La merveille du premier étage est la chambre chinoise : une des pièces les plus extraordinaires de la maison. Ici, le rococo continue, mais cette fois sous une forme connue sous le nom de chinoiserie - essentiellement une version chinoise du style décoratif rococo.
Également à cet étage se trouve un petit musée consacré à la pionnière des soins infirmiers Florence Nightingale, la sœur de Parthenope, Lady Verney. Dans ses dernières années, Nightingale séjourne régulièrement à la maison.

## Claydon House aujourd'hui
La famille Verney actuelle, qui vit toujours dans l'aile sud plus récente en briques rouges, est la descendante de Harry Verney (2e baronnet) qui hérite de la maison en 1827. Il n'a de parenté très ténue avec les Verney que par le mariage. Cependant, il adopte le nom Verney en héritant. La maison est donnée au National Trust en 1956 par Ralph Verney (5e baronnet). Son fils, Edmund Verney, 6e baronnet, ancien haut shérif du Buckinghamshire, vit aujourd'hui dans la maison.
Chaque année (généralement le dernier week-end de juillet) à Claydon House, une réunion de course d'aéroglisseurs est organisée par la succursale de Chilterns dans le cadre de la série nationale de courses d'aéroglisseurs HCGB (Royaume-Uni).
En 2013, Claydon House est utilisé pour les plans intérieurs et extérieurs du tournage de Far from the Madding Crowd, une version cinématographique britannique du roman de Thomas Hardy.

## Sources
- Russell Ash, Folklore, Myths and Legends of Britain, Reader's Digest Association Limited, 1973 (ISBN 9780340165973), p. 271
- Estate Office, « Claydon House » [archive du 11 mai 2008], The Claydon Estate, UK, 2012 (consulté le 5 février 2012)
- Tim Knox, Claydon House, The National Trust, 1999 (ISBN 978-1-84359-025-5)